# Маккей, Ангус
Ангус Маккей (англ. Angus Iain Kenneth MacKay; 28 августа 1939, Лима, Перу — 29 октября 2016) — британо-шотландский историк, специалист по позднесредневековой Кастилии, медиевист и крупный историк средневековой Испании. Доктор философии (1970), профессор Эдинбургского ун-та, член Британской академии (1991). Также он занимался европейской средневековой литературой.

## Биография
Родился вторым сыном в семье доктора, корнями с острова Льюис. В 1947 семья вернулась из Южной Америки, где искала лучшей доли, в Великобританию. Учился в Эдинбургском университете, окончил его в 1962 году с первоклассной степенью по истории. Под влиянием там Denys Hay заинтересуется XV веком, он же предложит ему сосредоточиться на Испании. В области методологии на него оказала наибольшее влияние французская школа «Анналов». Позднесредневековой Кастилией занялся еще работая над докторской ‘Economy and Society in Castile in the Fifteenth Century’. В 1981 он выпустит ее в сокращенном виде отдельным томом Money, Prices, and Politics in Fifteenth Century Castile. «Возможно, это не для широкого круга читателей, но это замечательная работа», — замечал Роджер Коллинз. Над диссертацией Маккей работал с 1963 по 1969 год; тогда же сошелся браком с Линдой Воланте (в 1963; на следующий же год родится сын, а в 1966 — дочь), с которой познакомился, подрабатывая официантом в семейном бизнесе. Линда, как и ее семья, была католичкой, что противоречило положениям Свободной церкви (Free Church of Scotland), в которой воспитывался А. Маккей. В 1965 году он получил первую академическую должность — лектора на кафедре истории в Университета Рединга, где проработал четыре года и перешел на аналогичную позицию в Эдинбургском университете. В 1972 вышла его первая статья — в Past & Present. Являлся соавтором Anthony Goodman (historian). В 1977 вышла его первая книга Spain in the Middle Ages: from Frontier to Empire, 1000—1500 — обзор истории позднесредневековой Испании. Отмечают, что его особо не интересовал период до 1350 года. С 1981 года старший лектор, с 1982 ридер, с 1985 профессор средневековой истории и с 1990 завкафедрой. Еженедельно читал лекции в Севильском университете.
Он был убежденным социалистом и сторонником Лейбористской партии. Соредактор The Atlas of Medieval History для Routledge.